# Futebol Clube do Porto 2020-2021
Questa pagina raccoglie i dati riguardanti il Futebol Clube do Porto nelle competizioni ufficiali della stagione 2020-2021.

## Maglie e sponsor
Per l'attuale stagione MEO lo sponsor ufficiale del Porto e New Balance come fornitore.
| Casa | Trasferta | Terza Divisa |

## Rosa
In corsivo i calciatori ceduti durante la stagione  
| N. |                       | Ruolo | Calciatore        |
| -- | --------------------- | ----- | ----------------- |
| 1  | Argentina (bandiera)  | P     | Agustín Marchesín |
| 3  | Portogallo (bandiera) | D     | Pepe (capitano)   |
| 4  | Portogallo (bandiera) | D     | Diogo Leite       |
| 5  | Spagna (bandiera)     | D     | Iván Marcano      |
| 6  | Senegal (bandiera)    | C     | Loum N'Diaye      |
| 7  | Colombia (bandiera)   | A     | Luis Díaz         |
| 8  | Colombia (bandiera)   | C     | Mateus Uribe      |
| 9  | Iran (bandiera)       | A     | Mehdi Taremi      |
| 10 | Giappone (bandiera)   | C     | Shōya Nakajima    |
| 11 | Mali (bandiera)       | A     | Moussa Marega     |
| 12 | Nigeria (bandiera)    | D     | Zaidu Sanusi      |
| 13 | Brasile (bandiera)    | D     | Alex Telles       |
| 14 | Portogallo (bandiera) | C     | Cláudio Ramos     |
| 15 | Portogallo (bandiera) | C     | Carraça           |
| 16 | Serbia (bandiera)     | C     | Marko Grujić      |
| 17 | Messico (bandiera)    | A     | Jesús Corona      |

| N. |                          | Ruolo | Calciatore          |
| -- | ------------------------ | ----- | ------------------- |
| 18 | Portogallo (bandiera)    | D     | Wilson Manafá       |
| 19 | RD del Congo (bandiera)  | D     | Chancel Mbemba      |
| 20 | Capo Verde (bandiera)    | A     | Zé Luís             |
| 21 | Portogallo (bandiera)    | C     | Romário Baró        |
| 22 | Portogallo (bandiera)    | C     | Danilo Pereira      |
| 23 | Portogallo (bandiera)    | C     | João Mário          |
| 25 | Brasile (bandiera)       | C     | Otávio              |
| 27 | Portogallo (bandiera)    | C     | Sérgio Oliveira     |
| 28 | Brasile (bandiera)       | A     | Felipe Anderson     |
| 29 | Spagna (bandiera)        | A     | Toni Martínez       |
| 30 | Brasile (bandiera)       | A     | Evanilson           |
| 31 | Guinea-Bissau (bandiera) | D     | Nanu                |
| 32 | Francia (bandiera)       | D     | Malang Sarr         |
| 50 | Portogallo (bandiera)    | C     | Fábio Vieira        |
| 51 | Senegal (bandiera)       | P     | Mouhamed Mbaye      |
| 85 | Portogallo (bandiera)    | A     | Francisco Conceição |
| 99 | Portogallo (bandiera)    | P     | Diogo Costa         |

## Calciomercato

### Sessione estiva(dal 1/8 al 6/10)
| Acquisti         | Acquisti         | Acquisti              | Acquisti                    |
| R.               | Nome             | da                    | Modalità                    |
| ---------------- | ---------------- | --------------------- | --------------------------- |
| P                | Cláudio Ramos    | Tondela               | svincolato                  |
| D                | Zaidu Sanusi     | Santa Clara           | definitivo (4 milioni €)    |
| C                | Carraça          | Boavista              | gratuito                    |
| A                | Mehdi Taremi     | Rio Ave               | definitivo (4,73 milioni €) |
| A                | Evanilson        | Tombense              | definitivo (8,8 milioni €)  |
| A                | Toni Martínez    | Famalicão             | definitivo (3,2 milioni)    |
| D                | Malang Sarr      | Chelsea               | prestito (2 milioni €)      |
| D                | Nanu             | Marítimo              | n.d.                        |
| A                | Felipe Anderson  | West Ham Utd          | prestito                    |
| C                | Marko Grujić     | Liverpool             | prestito                    |
| Altre operazioni |                  |                       |                             |
| R.               | Nome             | da                    | Modalità                    |
| D                | Chidozie Awaziem | Leganés               | fine prestito               |
| A                | Fernando Andrade | Sivasspor             | fine prestito               |
| D                | Diogo Queirós    | R.E. Mouscron         | fine prestito               |
| D                | Yordan Osorio    | Zenit San Pietroburgo | fine prestito               |
| D                | Saidy Janko      | Young Boys            | fine prestito               |
| A                | André Pereira    | Real Saragozza        | fine prestito               |
| D                | Jorge Fernandes  | Kasımpaşa             | fine prestito               |
| P                | Vaná             | Famalicão             | fine prestito               |

| Cessioni         | Cessioni          | Cessioni            | Cessioni                   |
| R.               | Nome              | a                   | Modalità                   |
| ---------------- | ----------------- | ------------------- | -------------------------- |
| P                | Vaná              | Famalicão           | svincolato                 |
| D                | Jorge Fernandes   | Vitória Guimarães   | prestito                   |
| D                | Alex Telles       | Manchester Utd      | definitivo (15 milioni €)  |
| D                | Yordan Osorio     | Parma               | definitivo (4,1 milioni €) |
| D                | Danilo Pereira    | Paris Saint-Germain | prestito (4 milioni €)     |
| D                | Saidy Janko       | Real Valladolid     | definitivo (1,9 milioni €) |
| D                | Jorge Fernandes   | Vitória Guimarães   | definitivo (250 mila €)    |
| A                | Vincent Aboubakar | Beşiktaş            | gratuito                   |
| D                | Diogo Queirós     | Famalicão           | gratuito                   |
| A                | André Pereira     | Rio Ave             | gratuito                   |
| P                | Vaná              | Famalicão           | gratuito                   |
| D                | Tomás Esteves     | Reading             | prestito                   |
| D                | Chidozie Awaziem  | Boavista            | prestito                   |
| C                | Vitinha           | Wolverhampton       | prestito                   |
| A                | Fernando Andrade  | Çaykur Rizespor     | prestito                   |
| A                | Zé Luís           | Lokomotiv Mosca     | definitivo (5,5 milioni €) |
| A                | Francisco Soares  | Tianjin             | definitivo (5,4 milioni €) |
| A                | Fábio Silva       | Wolverhampton       | definitivo (40 milioni)    |
| A                | André Pereira     | Rio Ave             | svincolato                 |
| Altre operazioni |                   |                     |                            |
| R.               | Nome              | a                   | Modalità                   |
| P                | Iker Casillas     |                     | ritiro                     |

### Sessione invernale
| Acquisti         | Acquisti         | Acquisti         | Acquisti         |
| R.               | Nome             | da               | Modalità         |
| Altre operazioni | Altre operazioni | Altre operazioni | Altre operazioni |
| R.               | Nome             | da               | Modalità         |
| ---------------- | ---------------- | ---------------- | ---------------- |
| C                | Ewerton          | Urawa Reds       | fine prestito    |

| Cessioni         | Cessioni       | Cessioni     | Cessioni |
| R.               | Nome           | a            | Modalità |
| ---------------- | -------------- | ------------ | -------- |
| C                | Shoya Nakajima | Al-Ain       | prestito |
| C                | Ewerton        | Portimonense | prestito |
| Altre operazioni |                |              |          |
| R.               | Nome           | a            | Modalità |

## Risultati

### Primeira Liga

#### Girone di andata
| Arbitro: | João Pinheiro |

|                                                |           |            |
| Oliveira 45+1’ Telles 45+3’ (rig.), 89’ (rig.) | Marcatori | 21’ Castro |

| Arbitro: | Luís Godinho |

|  |           |                                                       |
|  | Marcatori | 47’ Corona 59’ Oliveira 67’, 71’ Marega 90+2’ L. Díaz |

| Arbitro: | Rui Costa |

|                       |           |                           |
| Pepe 42’ Otávio 90+9’ | Marcatori | 24’, 52’ Pinho 90+4’ Nanu |

| Arbitro: | Luís Godinho |

|                         |           |                      |
| N. Santos 9’ Vietto 87’ | Marcatori | 25’ Uribe 45’ Corona |

| Arbitro: | Malheiro |

|               |           |  |
| Evanilson 41’ | Marcatori |  |

| Arbitro: | Nuno Almeida |

|                                        |           |                                  |
| Jan 11’ Eustáquio 43’ Costa 59’ (rig.) | Marcatori | 45+7’ (rig.) Oliveira 78’ Otávio |

| Arbitro: | Nobre |

|                                      |           |          |
| Mbemba 45+2’ Taremi 46’ Oliveira 89’ | Marcatori | 13’ Beto |

| Arbitro: | João Pinheiro |

|  |           |               |
|  | Marcatori | 45+1’ L. Díaz |

| Arbitro: | Tiago Martins |

|                                      |           |                               |
| Sanusi 4’ Marega 36’, 48’ Taremi 56’ | Marcatori | 20’, 74’ González 33’ Barbosa |

| Arbitro: | Manuel Oliveira |

|                                |           |  |
| Oliveira 21’ (rig.) Marega 39’ | Marcatori |  |

| Arbitro: | Malheiro |

|                              |           |                             |
| Rochinha 7’ Ó. Estupiñán 63’ | Marcatori | 42’, 65’ Taremi 80’ L. Díaz |

| Arbitro: | Mota |

|                                                  |           |  |
| Oliveira 22’ (rig.) Martínez 88’ Evanilson 90+1’ | Marcatori |  |

| Arbitro: | Rui Costa |

|                   |           |                                                    |
| Robert 20’ (rig.) | Marcatori | 13’, 58’ Taremi 32’ (rig.) Oliveira 89’ João Mário |

| Arbitro: | Luís Godinho |

|            |           |              |
| Taremi 25’ | Marcatori | 17’ Grimaldo |

| Arbitro: | Mota |

|  |           |            |
|  | Marcatori | 15’ Taremi |

| Arbitro: | Nuno Almeida |

|                           |           |  |
| L. Díaz 44’ Evanilson 74’ | Marcatori |  |

| Oeiras 4 febbraio 2021, ore 19:00 WET 17ª giornata | Belenenses      | 0 – 0 referto | Porto | Estádio do Restelo (0 spett.)\| Arbitro: \| Fábio Veríssimo \| |
| Arbitro:                                           | Fábio Veríssimo |               |       |                                                                |

#### Girone di ritorno
| Arbitro: | Artur Soares Dias |

|                             |           |                                |
| Fransérgio 87’ Gaitán 90+4’ | Marcatori | 36’ (rig.) Oliveira 54’ Taremi |

| Arbitro: | Mota |

|                                |           |                      |
| Taremi 54’ Oliveira 82’ (rig.) | Marcatori | 8’ Porozo 45+1’ Elis |

| Arbitro: | Vitor Ferreira |

|             |           |                               |
| Andrade 18’ | Marcatori | 14’ Uribe 90+3’ (rig.) Otávio |

| Porto 27 febbraio 2021, ore 20:30 WET 21ª giornata | Porto         | 0 – 0 referto | Sporting Lisbona | Estádio do Dragão (0 spett.)\| Arbitro: \| João Pinheiro \| |
| Arbitro:                                           | João Pinheiro |               |                  |                                                             |

| Arbitro: | Nuno Almeida |

|  |           |                       |
|  | Marcatori | 7’ Uribe 60’ Oliveira |

| Arbitro: | Tiago Martins |

|                       |           |  |
| Pepe 77’ Oliveira 78’ | Marcatori |  |

| Arbitro: | Rui Costa |

|           |           |                                           |
| Candé 64’ | Marcatori | 45+1’ (aut.) Possignolo 67’ (aut.) Samuel |

| Arbitro: | Hugo Miguel |

|                                    |           |                       |
| Oliveira 49’ (rig.) Martínez 90+5’ | Marcatori | 56’ (rig.) Carlos Jr. |

| Arbitro: | Fábio Veríssimo |

|  |           |                         |
|  | Marcatori | 19’ Martínez 83’ Taremi |

| Funchal 18 aprile 2021, ore 17:30 WEST 27ª giornata | Nacional  | 0 – 1 referto | Porto | Estádio da Madeira (0 spett.) |
| \| \| \| \| \| \| Marcatori \| 20’ Taremi \|        |           |               |       |                               |
|                                                     |           |               |       |                               |
|                                                     | Marcatori | 20’ Taremi    |       |                               |

| Arbitro: | Tiago Martins |

|            |           |  |
| Marega 49’ | Marcatori |  |

| Arbitro: | Hugo Miguel |

|               |           |                   |
| Ferraresi 37’ | Marcatori | 86’ (rig.) Taremi |

| Arbitro: | Nuno Almeida |

|                                          |           |                                    |
| Martínez 8’ Taremi 61’ (rig.) Grujić 75’ | Marcatori | 44’ Rodrigues 90+1’ Anderson Silva |

| Arbitro: | Artur Soares Dias |

|             |           |           |
| Everton 23’ | Marcatori | 75’ Uribe |

| Arbitro: | Tiago Martins |

|                                                               |           |          |
| Taremi 6’ (rig.), 59’ Martínez 14’ L. Díaz 20’ João Mário 84’ | Marcatori | 89’ Licá |

| Arbitro: | Rui Costa |

|  |           |                                       |
|  | Marcatori | 56’ Martínez 59’ L. Díaz 68’ Oliveira |

| Arbitro: | João Bento |

|                                              |           |  |
| Taremi 14’ Grujić 28’ Martínez 51’ Leite 82’ | Marcatori |  |

### Taça de Portugal
| Arbitro: | João Bento |

|  |           |                           |
|  | Marcatori | 45+1’ Martínez 51’ Taremi |

| Arbitro: | Fábio Veríssimo |

|                      |           |            |
| Taremi 4’ Marega 24’ | Marcatori | 20’ Mendes |

| Arbitro: | António Nobre |

|                        |           |                                                     |
| Róchez 25’ Riascos 62’ | Marcatori | 22’ L. Díaz 89’ Evanilson 102’ Oliveira 115’ Taremi |

| Arbitro: | Rui Costa |

|  |           |                       |
|  | Marcatori | 10’ Corona 88’ Taremi |

| Arbitro: | Luís Godinho |

|                   |           |           |
| Fransérgio 90+12’ | Marcatori | 9’ Taremi |

| Arbitro: | Artur Soares Dias |

|                       |           |                         |
| Otávio 30’ Marega 75’ | Marcatori | 9’, 14’ Ruiz 28’ Piazon |

### Taça da Liga
| Arbitro: | António Nobre |

|                      |           |                         |
| Sarr 73’ L. Díaz 75’ | Marcatori | 9’, 14’ Ruiz 28’ Piazon |

| Arbitro: | Pinheiro (Braga) |

|                   |           |            |
| Jovane 86’, 90+4’ | Marcatori | 79’ Marega |

### Supercoppa portoghese
| Arbitro: | Hugo Miguel |

|                                 |           |  |
| Oliveira 25’ (rig.) L. Díaz 90’ | Marcatori |  |

### UEFA Champions League

#### Fase a gironi
| Arbitro: | Andris Treimanis |

|                                           |           |          |
| Agüero 20’ (rig.) Gündoğan 65’ Torres 73’ | Marcatori | 14’ Díaz |

| Arbitro: | Daniel Siebert |

|                         |           |  |
| Vieira 11’ Oliveira 85’ | Marcatori |  |

| Arbitro: | Antonio Mateu Lahoz |

|                                        |           |  |
| Marega 4’ Oliveira 28’ (rig.) Díaz 69’ | Marcatori |  |

| Arbitro: | Andreas Ekberg |

|  |           |                                |
|  | Marcatori | 39’ Sanusi 72’ (rig.) Oliveira |

| Porto 1º dicembre 2020, ore 21:00 CET 5ª giornata | Porto         | 0 – 0 referto | Manchester City | Estádio do Dragão (0 spett.)\| Arbitro: \| Björn Kuipers \| |
| Arbitro:                                          | Björn Kuipers |               |                 |                                                             |

| Arbitro: | Felix Brych |

|  |           |                             |
|  | Marcatori | 10’ (rig.) Otávio 77’ Uribe |

#### Fase a eliminazione diretta

##### Ottavi di finale
| Arbitro: | Carlos del Cerro Grande |

|                      |           |            |
| Taremi 2’ Marega 46’ | Marcatori | 82’ Chiesa |

| Arbitro: | Björn Kuipers |

|                             |           |                                  |
| Chiesa 49’, 63’ Rabiot 117’ | Marcatori | 19’ (rig.), 115’ Sérgio Oliveira |

##### Quarti di finale
| Arbitro: | Slavko Vinčić |

|  |           |                        |
|  | Marcatori | 32’ Mount 85’ Chilwell |

| Arbitro: | Clément Turpin |

|  |           |              |
|  | Marcatori | 90+4’ Taremi |

## Statistiche

### Statistiche di squadra
| Competizione     | Punti | In casa | In casa | In casa | In casa | In casa | In casa | In trasferta | In trasferta | In trasferta | In trasferta | In trasferta | In trasferta | In campo neutro | In campo neutro | In campo neutro | In campo neutro | In campo neutro | In campo neutro | Totale | Totale | Totale | Totale | Totale | Totale | DR  |
| Competizione     | Punti | G       | V       | N       | P       | Gf      | Gs      | G            | V            | N            | P            | Gf           | Gs           | G               | V               | N               | P               | Gf              | Gs              | G      | V      | N      | P      | Gf     | Gs     | DR  |
| ---------------- | ----- | ------- | ------- | ------- | ------- | ------- | ------- | ------------ | ------------ | ------------ | ------------ | ------------ | ------------ | --------------- | --------------- | --------------- | --------------- | --------------- | --------------- | ------ | ------ | ------ | ------ | ------ | ------ | --- |
| Primeira Liga    | 80    | 17      | 13      | 3       | 1       | 40      | 15      | 17           | 11           | 5            | 1            | 34           | 14           | -               | -               | -               | -               | -               | -               | 34     | 24     | 8      | 2      | 74     | 29     | +45 |
| Taça de Portugal | -     | 2       | 1       | 0       | 1       | 4       | 4       | 4            | 3            | 1            | 0            | 9            | 3            | -               | -               | -               | -               | -               | -               | 6      | 4      | 1      | 1      | 13     | 7      | +6  |
| Taça da Liga     |       | 1       | 1       | 0       | 0       | 2       | 1       | 1            | 0            | 0            | 1            | 1            | 2            | -               | -               | -               | -               | -               | -               | 2      | 1      | 0      | 1      | 3      | 3      | 0   |
| Supertaça        |       | -       | -       | -       | -       | -       | -       | -            | -            | -            | -            | -            | -            | 1               | 1               | 0               | 0               | 2               | 0               | 1      | 1      | 0      | 0      | 2      | 0      | +2  |
| Champions League | -     | 4       | 3       | 1       | 0       | 7       | 1       | 4            | 2            | 0            | 2            | 7            | 6            | 2               | 1               | 0               | 1               | 1               | 2               | 10     | 6      | 1      | 3      | 15     | 9      | +6  |
| Totale           | -     | 24      | 18      | 4       | 2       | 53      | 21      | 26           | 16           | 6            | 4            | 51           | 25           | 3               | 2               | 0               | 1               | 3               | 2               | 53     | 36     | 10     | 7      | 107    | 48     | +59 |

### Andamento in campionato
| Giornata  | 1 | 2 | 3 | 4 | 5 | 6 | 7 | 8 | 9 | 10 | 11 | 12 | 13 | 14 | 15 | 16 | 17 | 18 | 19 | 20 | 21 | 22 | 23 | 24 | 25 | 26 | 27 | 28 | 29 | 30 | 31 | 32 | 33 | 34 |
| --------- | - | - | - | - | - | - | - | - | - | -- | -- | -- | -- | -- | -- | -- | -- | -- | -- | -- | -- | -- | -- | -- | -- | -- | -- | -- | -- | -- | -- | -- | -- | -- |
| Luogo     | C | T | C | T | C | T | C | T | C | C  | T  | C  | T  | C  | T  | C  | T  | T  | C  | T  | C  | T  | C  | T  | C  | T  | T  | C  | T  | C  | T  | C  | T  | C  |
| Risultato | V | V | P | N | V | P | V | V | V | V  | V  | V  | V  | N  | V  | V  | N  | N  | N  | V  | N  | V  | V  | V  | V  | V  | V  | V  | N  | V  | N  | V  | V  | V  |
| Posizione | 2 | 1 | 3 | 2 | 2 | 4 | 4 | 4 | 3 | 3  | 3  | 2  | 2  | 2  | 2  | 2  | 2  | 2  | 2  | 2  | 3  | 3  | 2  | 2  | 2  | 2  | 2  | 2  | 2  | 2  | 2  | 2  | 2  | 2  |

Legenda:

Luogo: C = Casa; T = Trasferta. Risultato: V = Vittoria; N = Pareggio; P = Sconfitta.